# ليزا لاشيس
ليزا داون روز_ويات (Lisa Dawn Rose_Wyatt) و تعرف أكثر باسمها المستعار ليزا لاشيس (Lisa lashes) من مواليد 23 ابريل 1971.هي دي جي و منتجة أسطوانات إنجليزية مختصة في موسيقى الرقص الإلكترونية.

## روابط خارجية
- ليزا لاشيس على موقع ميوزك برينز (الإنجليزية)
- ليزا لاشيس على موقع ميوزك برينز (الإنجليزية)
- ليزا لاشيس على موقع أول ميوزيك (الإنجليزية)
- ليزا لاشيس على موقع ديسكوغز (الإنجليزية)